# مايكل ويذرز
مايكل ويذرز (بالإنجليزية: Michael Withers)‏ هو لاعب دوري الرغبي أسترالي، ولد في 16 مايو 1976 في سيدني في أستراليا.